# وليام ف جوردون
وليام ف جوردون (بالإنجليزية: William F. Gordon)‏ (و. 1787 – 1858 م) هو سياسي، ومحام من الولايات المتحدة الأمريكية ولد في فريدريكسبيورغ.
وهو عضو في الحزب الديمقراطي الأمريكي .